# Steen Bach Nielsen
Steen Bach Nielsen (født 30. juni 1944) er dansk socialdemokratisk politiker, der er tidligere regionsrådsformand mellem 2007 og 2013 i Region Sjælland og tidligere borgmester i Slagelse.
Steen Bach Nielsen er uddannet lærer og har arbejdet som viceskoleinspektør inden han i 1986 blev borgmester i Slagelse, hvor han var byrådsmedlem fra 1975.
Siden 2005 har han været medlem af regionsrådet og gruppeformand for Socialdemokraterne. Den 1. januar 2007 blev han regionsrådsformand, en post han havde frem til 2013.